# Lagitupu Tuilimu
Lagitupu Tuilimu tuvalui politikus. Ionatana Ionatana miniszterelnök halálától (2000. december 8.) Faimalaga Luka megválasztásáig (2001. február 24.) az ország ügyvezető miniszterelnöke volt. Mielőtt miniszterelnök lett volna, miniszterelnök-helyettes és pénzügyminiszter is volt.